# 一森純
一森 純（いちもり じゅん、1991年7月2日 - ）は、大阪府泉佐野市出身のプロサッカー選手。Jリーグ・ガンバ大阪所属。ポジションはゴールキーパー（GK）。

## 来歴

### プロ入り前
セレッソ大阪の下部組織出身で、扇原貴宏・永井龍らと同学年。
ジュニアユースのゼッセル熊取FC時代はGKとFWをこなしていたが、セレッソへ入団してからは基本的にGK専任となる。
第31回日本クラブユース選手権・Honda FCU-18戦で1年生ながら先発デビューを果たした。
3年生の時には第33回日本クラブユース選手権準決勝・対京都サンガF.C.U-18戦のPK戦に於いて2本のPKをストップするなど、チームの優勝に貢献した。
夏に左手の親指を骨折し、2009Jユースカップではセンターバックで出場した。センターバックの相方は杉本健勇だった。決勝トーナメント2回戦・名古屋グランパスU-18戦ではキャプテンマークを巻いた。これがセレッソU-18での最後の試合だったという。センターバックとしては計4試合に出場した。
しかしながらトップチームへの昇格は果たせず、関西学院大学へ進学。関西学生サッカーリーグ1部のサッカー部では2年生からレギュラーポジションを確保し、チームの守護神として活躍。
2014年、この年JFLに昇格したレノファ山口FCへ加入。寺田賢人・永冨裕尚らを抑えて全試合にフル出場を果たし、チームの躍進に貢献した。また、この年行われたJFLの海外遠征メンバーにも選ばれたほか、シーズン終了後にはJFLのベストイレブンにも選出された。

### プロ入り後
J3へ昇格した2015年シーズンもリーグ戦全試合のゴールマウスを守り、J3優勝、J2昇格に貢献した。
J2昇格後の2016年シーズンはシーズン後半にかけて村上昌謙と交代で起用されるようになった。
シーズン終了後の2016年12月23日、ファジアーノ岡山への完全移籍が発表された。岡山では中林洋次が抜けた後のリオデジャネイロオリンピック日本代表の櫛引政敏らとの正守護神争いを制して36試合に出場した。
2020年、ガンバ大阪へ完全移籍。しかし、ガンバには絶対的守護神の東口順昭がおり、同じく同年に加入した石川慧とJ1の控えとJ3（U-23チーム）での出場を争った。
2022年3月26日、ルヴァンカップ予選リーグの鹿島アントラーズ戦でトップチーム初出場を果たす。続く4月2日の第6節の名古屋グランパス戦でJ1初出場を果たし、安定したセービングを披露してチームの勝利に貢献した。その後、5月21日の第14節のセレッソ大阪戦までリーグ戦に連続出場していたが、その後の練習中に負傷し戦線離脱を余儀なくされた。その後は加藤大智や怪我から復帰した東口にポジションを譲ったが、この年のリーグ戦は9試合に出場し、5月4日の第11節北海道コンサドーレ札幌戦では前半終了間際にPKストップを披露するなど、チームに貢献した。
2023年2月21日、横浜F・マリノスへ期限付き移籍で加入することが発表された。3月3日、J1第3節のサンフレッチェ広島戦で先発に抜擢され、移籍後初出場。それ以降レギュラーに定着し、リーグ戦27試合に出場。シーズン最終盤まで優勝争いをしたチームに貢献した。12月28日、ガンバ大阪への復帰が発表される。
復帰した2024シーズンは、絶対的守護神である東口が負傷離脱していたため、開幕スタメンに抜擢された。その後は完全にレギュラーに定着すると、ポジションを譲ることなく全38試合に出場し、2024Jリーグ優秀選手賞に選出された。昨季リーグ最多タイ61失点の守備陣を再建し、今季はリーグで2番目に少ない35失点に激減させる仕事を果たし、昨季16位だったチームの4位躍進を支えた。

## エピソード
- JFL当時の山口はアマチュア契約の選手が多く、他に仕事をしながら練習・試合をしていた選手が大半であったため、一森も山口加入1年目は山口のスポーツ用品店で働きながらの選手生活であった[1]。
- 同じJ2クラブでのGKながらも、山口では「最後列からのビルドアップ」、岡山では「セットプレー、インプレーでの『1本止める大事さ』」を要求されたという[1]。

## 所属クラブ
- ゼッセル熊取FC（泉佐野市立長坂小学校）
- 2004年 - 2006年 セレッソ大阪U-15（泉佐野市立第三中学校）
- 2007年 - 2009年 セレッソ大阪U-18（清明学院高等学校）
- 2010年 - 2013年 関西学院大学
- 2014年 - 2016年  レノファ山口FC
- 2017年 - 2019年  ファジアーノ岡山
- 2020年 -  ガンバ大阪
  - 2023年   横浜F・マリノス（期限付き移籍）

## 個人成績
| 国内大会個人成績 | 国内大会個人成績 | 国内大会個人成績 | 国内大会個人成績 | 国内大会個人成績 | 国内大会個人成績 | 国内大会個人成績 | 国内大会個人成績 | 国内大会個人成績 | 国内大会個人成績 | 国内大会個人成績 | 国内大会個人成績 |
| 年度             | クラブ           | 背番号           | リーグ           | リーグ戦         | リーグ戦         | リーグ杯         | リーグ杯         | オープン杯       | オープン杯       | 期間通算         | 期間通算         |
| 年度             | クラブ           | 背番号           | リーグ           | 出場             | 得点             | 出場             | 得点             | 出場             | 得点             | 出場             | 得点             |
| 日本             | 日本             | 日本             | 日本             | リーグ戦         | リーグ戦         | リーグ杯         | リーグ杯         | 天皇杯           | 天皇杯           | 期間通算         | 期間通算         |
| ---------------- | ---------------- | ---------------- | ---------------- | ---------------- | ---------------- | ---------------- | ---------------- | ---------------- | ---------------- | ---------------- | ---------------- |
| 2011             | 関学大           | 21               | -                | -                | -                | -                | -                | 1                | 0                | 1                | 0                |
| 2014             | 山口             | 20               | JFL              | 26               | 0                | -                | -                | -                | -                | 26               | 0                |
| 2015             | 山口             | 17               | J3               | 36               | 0                | -                | -                | 0                | 0                | 36               | 0                |
| 2016             | 山口             | 1                | J2               | 30               | 0                | -                | -                | 2                | 0                | 32               | 0                |
| 2017             | 岡山             | 22               | J2               | 36               | 0                | -                | -                | 0                | 0                | 36               | 0                |
| 2018             | 岡山             | 22               | J2               | 20               | 0                | -                | -                | 0                | 0                | 20               | 0                |
| 2019             | 岡山             | 22               | J2               | 34               | 0                | -                | -                | 0                | 0                | 34               | 0                |
| 2020             | G大阪            | 16               | J1               | 0                | 0                | 0                | 0                | 0                | 0                | 0                | 0                |
| 2021             | G大阪            | 16               | J1               | 0                | 0                | 0                | 0                | 0                | 0                | 0                | 0                |
| 2022             | G大阪            | 22               | J1               | 9                | 0                | 2                | 0                | 0                | 0                | 11               | 0                |
| 2023             | G大阪            | 22               | J1               | 0                | 0                | -                | -                | -                | -                | 0                | 0                |
| 2023             | 横浜FM           | 1                | J1               | 27               | 0                | 7                | 0                | 0                | 0                | 34               | 0                |
| 2024             | G大阪            | 22               | J1               | 38               | 0                | 1                | 0                | 5                | 0                | 44               | 0                |
| 2025             | G大阪            | 22               | J1               |                  |                  |                  |                  |                  |                  |                  |                  |
| 通算             | 日本             | 日本             | J1               | 74               | 0                | 10               | 0                | 5                | 0                | 89               | 0                |
| 通算             | 日本             | 日本             | J2               | 120              | 0                | -                | -                | 2                | 0                | 122              | 0                |
| 通算             | 日本             | 日本             | J3               | 36               | 0                | -                | -                | 0                | 0                | 36               | 0                |
| 通算             | 日本             | 日本             | JFL              | 26               | 0                | -                | -                | -                | -                | 26               | 0                |
| 通算             | 日本             | 日本             | 他               | -                | -                | -                | -                | 1                | 0                | 1                | 0                |
| 総通算           | 総通算           | 総通算           | 総通算           | 256              | 0                | 10               | 0                | 8                | 0                | 274              | 0                |

| 2020   | G大23  | 16     | J3     | 10 | 0 | 10 | 0 |
| 通算   | 日本   | 日本   | J3     | 10 | 0 | 10 | 0 |
| 総通算 | 総通算 | 総通算 | 総通算 | 10 | 0 | 10 | 0 |

その他の公式戦
- 2015年
  - 山口県サッカー選手権大会 1試合0得点
- 2021年
  - FUJI XEROX SUPER CUP 0試合0得点

| 国際大会個人成績 | 国際大会個人成績 | 国際大会個人成績 | 国際大会個人成績 | 国際大会個人成績 |
| 年度             | クラブ           | 背番号           | 出場             | 得点             |
| AFC              | AFC              | AFC              | ACL              | ACL              |
| ---------------- | ---------------- | ---------------- | ---------------- | ---------------- |
| 2021             | G大阪            | 22               | 0                | 0                |
| 2023/24          | 横浜FM           | 1                | 5                | 0                |
| 2025/26/2        | G大阪            | 22               |                  |                  |
| 通算             | AFC              | AFC              | 5                | 0                |

- Jリーグ初出場 - 2015年3月15日 J3第1節 vsガイナーレ鳥取（維新百年記念公園陸上競技場）

## タイトル

### クラブ
セレッソ大阪U-18
- 日本クラブユースサッカー選手権（U-18）大会：1回（2009年）

関西学院大学
- 兵庫県サッカー選手権大会：3回（2010年、2012年、2013年）

レノファ山口FC
- J3リーグ：1回（2015年）
- 山口県サッカー選手権大会：1回（2015年）

### 個人
- JFLベストイレブン：1回（2014年）

## 選抜歴
- 2011年 関西大学選抜